# Ouvrage du Schiesseck
L'ouvrage du Schiesseck est un ouvrage fortifié de la ligne Maginot, situé sur la commune de Bitche, dans le département de la Moselle.
C'est un gros ouvrage d'artillerie, comptant onze blocs. Construit à partir de 1929, l'ouvrage a été épargné par les combats de juin 1940, mais pas par ceux de décembre 1944 ; il a été partiellement réparé au début de la guerre froide.

## Position sur la ligne
Faisant partie du sous-secteur de Bitche, dans le secteur fortifié de Rohrbach, l'ouvrage du Schiesseck, portant l'indicatif O 350, est intégré à la « ligne principale de résistance » entre les casemates CORF d'intervalle de Freudenberg au sud-ouest et de Ramstein Ouest à l'est, à portée de tir des gros ouvrages du Simserhof (O 300) plus à l'ouest et du Grand-Hohékirkel plus à l'est (O 450).

## Description
L'ouvrage est composé en surface de neuf blocs de combat et de deux blocs d'entrée, avec en souterrain une caserne, une cuisine, des latrines, un poste de secours, des PC, des stocks d'eau, de gazole et de nourriture, des magasins à munitions (un M 1 et plusieurs M 2) et une usine électrique, le tout relié par des galeries profondément enterrées. L'énergie est fournie par quatre groupes électrogènes, composés chacun d'un moteur Diesel Sulzer 4 KD 22 (à quatre cylindres, fournissant 165 ch à 600 tr/min) couplé à un alternateur, complétés par un petit groupe auxiliaire (un moteur CLM 1 PJ 65, de 8 ch à 1 000 tr/min) servant à l'éclairage d'urgence de l'usine et au démarrage pneumatique des gros diesels. Le refroidissement des moteurs se fait par circulation d'eau.
Le bloc 1 est un bloc-tourelle d'artillerie, avec une tourelle de 81 mm, une cloche JM (jumelage de mitrailleuses) et une cloche GFM (guetteur fusil-mitrailleur).

Le bloc 2 est une casemate d'infanterie flanquant vers l'ouest, avec un créneau mixte pour JM/AC 47 (jumelage de mitrailleuses et canon antichar de 47 mm), un autre créneau pour JM, deux cloches JM, une cloche VDP (vue directe et périscopique, indicatif O 17) et une cloche GFM.
Le bloc 3 est une casemate cuirassée, avec deux cloches JM et une cloche GFM.
Le bloc 4 est une casemate mixte d'artillerie et d'infanterie, avec deux créneaux pour mortier de 81 mm en sous-sol, une cloche JM et une cloche GFM.
Le bloc 5 est une casemate cuirassée d'infanterie, armée avec une cloche JM et deux cloches GFM (dont une sert d'observatoire avec périscope, indicatif O 27).
Le bloc 6 est un bloc-tourelle d'infanterie, avec une tourelle de mitrailleuses et une cloche GFM.
Le bloc 7 est un bloc-tourelle d'artillerie, avec une tourelle de 75 mm R modèle 1932, une cloche GFM et une cloche LG (lance-grenades).
Le bloc 8 est un bloc-tourelle d'artillerie, avec une tourelle de 135 mm, une cloche VDP (indicatif O 16) et une cloche GFM.
Le bloc 9 est un observatoire, équipé avec une cloche VDP (indicatif O 18) et une cloche GFM.
L'entrée des hommes est une entrée en puits, armée avec un créneau mixte pour JM/AC 47 et deux cloches GFM.
L'entrée des munitions est de type B de plain-pied, armée avec deux créneaux mixtes pour JM/AC 47 et deux cloches GFM.